# MSL Entry Descent and Landing Instrument

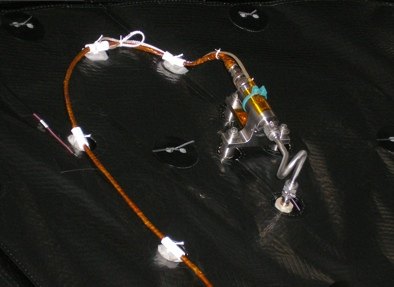
MEADS, uno de los instrumentos que componen el MEDLI

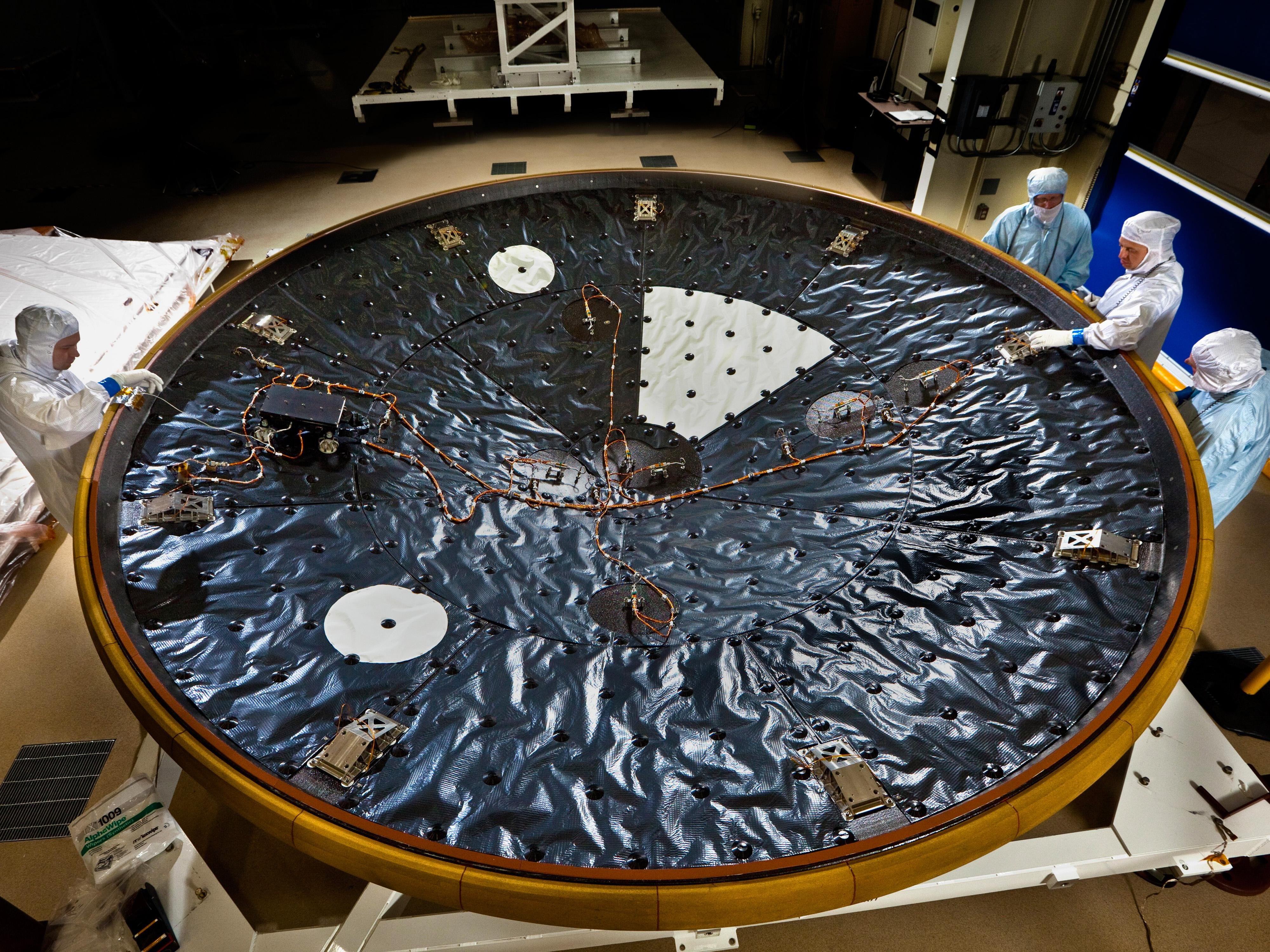
Escudo térmico del curiosity. Los cables son el MEDLI

Mars Science Laboratory Entry Descent and Landing Instrument,  por sus siglas en inglés MEDLI, son unos instrumentos, que durante la reentrada del Curiosity en marte recopiaron datos de la nave. Los datos de MEDLI serán invaluables para los ingenieros cuando diseñen futuras misiones a Marte. Los datos les ayudarán a diseñar sistemas para ingresar a la atmósfera marciana que sean más seguros, más confiables y más livianos.
Estos también medirán la temperatura del escudo térmico y las propiedades de la atmósfera marciana.

## Tipos de instrumentos
- MISP (MEDLI Integrated Sensor Plugs): Cuando la nave se enfrenta a un calor extremo durante la entrada a la atmósfera marciana, MISP mide qué tan caliente se calienta a diferentes profundidades en el material de protección térmica de la nave.[1]
- MEADS (Mars Entry Atmospheric Data System): MEADS mide la presión atmosférica en el escudo térmico en las siete ubicaciones MEADS durante la entrada y el descenso a través de la atmósfera de Marte.[1]